# Festival Internacional de Jazz de Almería
Desde 1985 se celebra un festival anual (con algunos años de excepción) de jazz en la ciudad de Almería (Andalucía, España). Han participado en el mismo músicos del prestigio de Chick Corea o Pedro Iturralde.

## Índice de festivales
| Año  | Festival                               | Programa |
| ---- | -------------------------------------- | -------- |
| 1985 | I Festival de Jazz de Almería          |          |
| 1986 | II Festival de Jazz de Almería         |          |
| 1987 | III Festival de Jazz de Almería        |          |
| 1988 | IV Festival de Jazz de Almería         |          |
| 1989 | V Festival de Jazz de Almería          |          |
| 1990 | VI Festival de Jazz de Almería         |          |
| 1991 | VII Festival de Jazz de Almería        |          |
| 1998 | Primeras Jornadas de Jazz Almería 2005 |          |
| 1999 | Segundas Jornadas de Jazz Almería 2005 |          |
| 2002 | XIII Festival de Jazz de Almería       |          |
| 2003 | XIV Festival de Jazz de Almería        |          |
| 2004 | XV Festival de Jazz de Almería         |          |